# Brad Wenstrup
Brad Robert Wenstrup, né le 17 juin 1958 à Cincinnati, est un homme politique américain membre du Parti républicain. Il représente le deuxième district de l'Ohio à la Chambre des représentants des États-Unis de 2013 à 2025.

## Carrière politique
Wenstrup se lance en politique en présentant sa candidature aux élections municipales de 2009 à Cincinnati. Seul candidat contre le maire démocrate sortant Mark Mallory, il est battu par ce dernier. 
En juin 2011, il annonce vouloir se présenter contre l'élue républicaine Jean Schmidt lors des élections de 2012 à la Chambre des représentants des États-Unis. Il crée la surprise en remportant la primaire républicaine du 6 mars 2012. Il remporte ensuite l'élection générale du 6 novembre.
Le 14 juin 2017, il porte secours à son collègue Steve Scalise, touché lors d'une fusillade à Alexandria pendant un entraînement de l'équipe de baseball du Congrès. Il reçoit en 2018 la Soldier's Medal pour son intervention.
En décembre 2020, il fait partie des 126 membres de la Chambre des représentants à signer un amicus curiae contestant les résultats de l'élection présidetielle de 2020.
Après que les républicains aient repris la majorité à la Chambre des représentants lors des élections de 2022, il devient le président de la commission spéciale sur la pandémie de coronavirus, qui remet en décembre 2024 un rapport sur la réponse à la crise du gouvernement fédéral,.
Il annonce en novembre 2023 qu'il ne sera pas candidat à un septième mandat lors des élections de 2024.